# Distretto di Braintree
Il Distretto di Braintree è un distretto dell'Essex, Inghilterra, Regno Unito, con sede nella città omonima.
Il distretto fu creato con il Local Government Act 1972, il 1º aprile 1974 dalla fusione dei distretti urbani di Braintree and Bocking, Halstead e Witham col distretto rurale di Braintree e il distretto rurale di Halstead.

## Parrocchie civili
- Alphamstone
- Ashen
- Bardfield Saling
- Belchamp Otten
- Belchamp St. Paul
- Belchamp Walter
- Birdbrook
- Black Notley
- Borley
- Bradwell
- Bulmer
- Bures Hamlet
- Castle Hedingham
- Coggeshall
- Colne Engaine
- Cressing
- Earls Colne
- Fairstead
- Faulkbourne
- Feering
- Finchingfield
- Foxearth
- Gestingthorpe
- Gosfield
- Great Bardfield
- Great Henny
- Great Maplestead
- Great Notley
- Great Saling
- Great Yeldham
- Greenstead Green and Halstead Rural
- Halstead
- Hatfield Peverel
- Helions Bumpstead
- Kelvedon
- Lamarsh
- Liston
- Little Henny
- Little Maplestead
- Little Yeldham
- Middleton
- Ovington
- Panfield
- Pebmarsh
- Pentlow
- Rayne
- Ridgewell
- Rivenhall
- Shalford
- Sible Hedingham
- Silver End
- Stambourne
- Steeple Bumpstead
- Stisted
- Sturmer
- Terling
- Tilbury Juxta Clare
- Toppesfield
- Twinstead
- Wethersfield
- White Colne
- White Notley
- Wickham St. Paul
- Witham